# Paul Hausser
Paul Hausser (Brandeburgo sulla Havel, 7 ottobre 1880 – Ludwigsburg, 21 dicembre 1972) è stato un generale e docente tedesco.
È considerato il padre putativo delle Waffen-SS, che condusse in battaglia, sia sul fronte occidentale che su quello orientale, sempre a fianco dei suoi uomini, perdendo un occhio nel corso della guerra.

## Biografia
Hausser nacque a Brandeburgo da una famiglia con solide tradizioni militari, difatti suo padre, Kurt Hausser, aveva servito come maggiore dell'Esercito Imperiale tedesco. Entrato nell'esercito nel 1892, nel 1896 decise di iscriversi alla scuola ufficiali di Köslin e poi di Berlino-Lichterfelde, dove si diplomò nel 1899. Il 20 marzo dello stesso anno, promosso tenente, venne assegnato al 155. Reggimento di fanteria a Ostrowo, nella provincia di Posen; il 1º ottobre 1903, fu nominato aiutante del comandante del 2. battaglione del reggimento, dove rimase per cinque anni, fino al 1º ottobre 1908, quando decise di iscriversi all'Accademia militare di Berlino, dove si diplomò il 21 luglio 1911.
A partire dal 1912, e per tutta la durata della prima guerra mondiale, Hausser venne assegnato a diversi stati maggiori divisionali; al termine della guerra, come molti reduci tedeschi, entrò nella Reichswehr, ottenendo la promozione a colonnello nel 1927. Il 31 gennaio 1932, si dimise dalla Reichswehr, con il grado di Generale di Divisione (Generalleutnant), e come moltissimi altri veterani entrò nell'organizzazione degli Elmetti d'acciaio, ottenendo la guida della sezione di Brandeburgo-Berlino nel 1933. Poco dopo gli Elmetti d'acciaio vennero incorporati nelle SA, tuttavia Hausser decise di iscriversi nelle SS.
Nel novembre del 1934 Hausser venne trasferito alle SS-Verfugungstruppe (SS-VT) e assegnato alla scuola ufficiali di Braunschweig. Nel 1935 venne nominato Ispettore delle SS-Junkerschule (le scuole ufficiali delle SS), e promosso al grado di SS-Brigadeführer, l'anno successivo. Allo scoppio della guerra, nel settembre 1939, Hausser partecipò all'invasione della Polonia in qualità di supervisore della divisione corazzata Kempf (una formazione mista con elementi della Wehrmacht e delle SS). Nell'ottobre del 1939 la SS-VT venne trasformata in una vera e propria divisione, e Hausser ne assunse il comando nella campagna di Francia del 1940 e nelle prime fasi dell'Operazione Barbarossa.
Per il suo comando in Russia, Hausser venne insignito della Croce di cavaliere nel 1941, con l'aggiunta delle Fronde di quercia nel 1943 (al quale aggiunsero le Spade per il suo servizio in Normandia), venendo gravemente ferito, e perdendo un occhio. Dopo essersi rimesso, ottenne il comando del II. SS-Panzerkorps (comprendente le divisioni scelte delle SS Leibstandarte, Das Reich e Totenkopf), con l'ordine diretto di Hitler di riconquistare Kharkov. Dopo il successo nella riconquista della città ucraina, Hausser guidò il II. SS-Panzerkorps nella successiva battaglia di Kursk.
Dopo il fallimento dell'Operazione Zitadelle, l'unità venne riorganizzata (le tre divisioni SS vennero sostituite con le altre divisioni corazzate SS Hohenstaufen e Frundsberg) e trasferita in Francia per partecipare alla battaglia di Normandia. Trasferito al comando della 7. Armata in seguito al suicidio del generale Friedrich Dollmann, Hausser, a differenza degli altri generali tedeschi, rimase con le proprie truppe all'interno della Sacca di Falaise, venendo nuovamente ferito alla mascella. Promosso al grado di SS-Oberstgruppenführer, rimase nello staff del Feldmaresciallo Albert Kesselring fino al termine della guerra.
Nell'aprile del 1945, fu allontanato dall'incarico per divergenze con Hitler. Arresosi agli Alleati, Hausser venne trattenuto in prigionia per diversi anni, ma non subì processi per crimini di guerra. Alcune fonti lo indicano come responsabile di alcuni massacri perpetrati dalle SS in Jugoslavia nel 1943 (eccidio di Kresini), Croazia.